# Oud-Wulven
Oud-Wulven est un hameau situé dans la commune néerlandaise de Houten, dans la province d'Utrecht.
Oud-Wulven fut une commune indépendante jusqu'au 8 septembre 1857, après avoir été rattachée à Houten de manière temporaire entre 1812 et 1817. Depuis 1857, Oud-Wulven est rattachée à Houten. En 1840, la commune comptait 33 maisons et 256 habitants.